# Idaea marambaudista
Idaea marambaudista är en fjärilsart som beskrevs av Lucas 1924. Idaea marambaudista ingår i släktet Idaea och familjen mätare. Inga underarter finns listade i Catalogue of Life.